# Nuova democrazia (maoismo)
La nuova democrazia (cinese semplificato: 新民主主义) è un concetto proprio del maoismo che si evidenzia nell'idea di Mao Zedong dell'attività e degli scopi blocco delle quattro classi. La prima (e unica) attuazione della nuova democrazia fu nella Cina post-rivoluzionaria; attualmente, alcuni partiti ed eserciti comunisti, come il Partito Comunista delle Filippine, stanno conducendo una guerra popolare che ha come obiettivo l'instaurazione di un sistema a nuova democrazia. 
Mao Zedong indicò questa via come la preferibile per i paesi in stato coloniale o semi-coloniale per vari motivi, ad esempio considerando che l'Unione Sovietica era un paese molto diverso dalla Cina per il fatto che la Russia era stata, prima della rivoluzione, un impero guerrafondaio che aggrediva altri stati per espandersi, mentre la Cina era un paese che subiva (e aveva in passato subito) la colonizzazione da parte di altri paesi (e in quel momento era parzialmente occupata militarmente dal Giappone). La nuova democrazia si realizza in due fasi: la nuova democrazia e poi il socialismo.

## La teoria maoista

### La rivoluzione di nuova democrazia
La rivoluzione di nuova democrazia può realizzarsi nelle condizioni in cui il blocco delle quattro classi (cioè la classe operaia, i contadini, la piccola borghesia e gli strati progressisti e nazionalisti della borghesia) riescono ad unirsi contro il comune nemico, l'imperialismo o il colonialismo. La rivoluzione di nuova democrazia, infatti, è realizzabile appieno quando forze esterne (come l'imperialismo) portano le quattro classi ad una politica di fronte unito. In assenza di queste forze esterne, l'alleanza sarebbe più complicata, in quanto le rivendicazioni di proletariato, contadini e piccola borghesia sarebbero avversi a quelli della borghesia al potere. La condizione di alleanza può invece tornare a verificarsi quando, anziché od oltre l'imperialismo, le quattro classi si trovano a combattere contro il feudalesimo. È chiaro però come, nei paesi a capitalismo avanzato, la rivoluzione di nuova democrazia sia pressoché impossibile.
Durante la rivoluzione, il Partito Comunista Cinese condusse la rivoluzione di nuova democrazia facendo largo uso del blocco delle quattro classi. Questo è simboleggiato tutt'oggi nella odierna bandiera cinese: le stelle minori sono il proletariato, i contadini, la piccola borghesia e la borghesia progressista, unite sotto la stella maggiore, il PCC.

### Il regime di nuova democrazia
Una volta che la rivoluzione ha trionfato, viene a insediarsi il regime di nuova democrazia, retto nientemeno che dal blocco delle quattro classi. Questo regime vuole oltrepassare lo stadio della democrazia borghese - che per Marx e Lenin era necessario prima di passare al socialismo -, poiché, secondo Mao, in regime di nuova democrazia avveniva la lotta ideologica contro la borghesia e, una volta che tale lotta viene vinta dagli operai e dai contadini, lo Stato può dirsi in fase di costruzione del socialismo. Mao spiega la questione in questi termini:
Una volta che contadini e operai hanno vinto questa lotta, si passa dal regime di nuova democrazia al socialismo vero e proprio in fase di edificazione. Secondo il maoismo, quindi, nelle condizioni in cui tale regime può venire a crearsi, esistono tre fasi per l'adempimento degli obiettivi marxisti: la nuova democrazia, la dittatura del proletariato (socialismo) e, infine, il comunismo.